# Prince Albert Raiders
Prince Albert Raiders je kanadský juniorský klub ledního hokeje, který sídlí v Prince Albertu v provincii Saskatchewan. Od roku 1982 působí v juniorské soutěži Western Hockey League. Své domácí zápasy odehrává v hale Art Hauser Centre s kapacitou 2 580 diváků. Klubové barvy jsou zelená, černá a zlatá.
Nejznámější hráči, kteří prošli týmem, byli např.: Mike Modano, Marian Meňhart, Steve Konowalchuk, Milan Kraft, Michal Sivek, Brad McCrimmon, Scott Hartnell, Chris Phillips, Leon Draisaitl nebo Šimon Stránský.

## Úspěchy
- Vítěz Memorial Cupu ( 1× )
  - 1985
- Vítěz WHL ( 1× )
  - 1984/85

## Přehled ligové účasti
Zdroj: 
- 1982– : Western Hockey League (Východní divize)